# Jean-Yves Laurichesse
Jean-Yves Laurichesse (né à Guéret le 18 avril 1956) est un écrivain français, professeur émérite de littérature française moderne et contemporaine à l’Université Toulouse-Jean-Jaurès.

## Biographie
Après avoir vécu à Guéret (Creuse) jusqu'à l'âge de onze ans, Jean-Yves Laurichesse poursuit ses études secondaires et universitaires au lycée Victor-Louis de Talence (Gironde), puis à l'Université Bordeaux III (aujourd'hui Université Bordeaux Montaigne). Professeur agrégé de lettres modernes en 1978, il enseigne successivement à Niort, puis à Perpignan. Il soutient en 1992 à l'Université de Provence (aujourd'hui Aix Marseille Université), sous la direction de Jacques Chabot, une thèse de doctorat en littérature française intitulée Giono et Stendhal. Intertextualité et création romanesque. 
Sa carrière universitaire le conduit de l'Université de Perpignan (1994) à l'Université Toulouse-Jean-Jaurès, ex-Le Mirail (2005). Ses recherches portent sur le roman des XXe et XXIe siècles, l'intertextualité, l'imaginaire, les relations de la littérature au sensible, à la mémoire, à la géographie, en particulier à travers les oeuvres de Jean Giono (Giono et Stendhal. Chemins de lecture et de création, 1994), Claude Simon (La Bataille des odeurs. L'espace olfactif des romans de Claude Simon, 1998), Richard Millet (Richard Millet. L'invention du pays, 2007). Son dernier essai porte sur les écritures contemporaines de la ruralité (Lignes de terre. Ecrire le monde rural aujourd'hui, 2020). Après avoir dirigé les Cahiers Claude Simon et la revue Littératures, il est actuellement rédacteur en chef de la Revue Giono (Association des amis de Jean Giono) et dirige la série Claude Simon de La Revue des Lettres modernes.
Il développe à partir de 2008 une œuvre personnelle, composée à ce jour de onze romans et récits publiés pour la plupart aux éditions Le temps qu'il fait. Place Monge (2008), Les Pas de l'ombre (2009), Les Brisées (2013) et Le Destin d'un poète (2025) composent, à partir d'archives familiales et de souvenirs personnels, une suite centrée sur la mémoire de trois générations traversant le XXe siècle. L'Hiver en Arcadie (2011), La Loge de mer (2015), Un passant incertain (2017) et Retour à Oppedette (2021) sont des fictions en forme de quêtes, dans lesquelles les lieux, le passé et les images jouent un rôle déterminant. Cependant, de nombreux fils relient ces deux séries de livres, qui participent d'un même univers personnel, tout comme Les Chasseurs dans la neige (Ateliers Henry Dougier, 2018) et Les Noces rouges selon Bruegel (id., 2022), romans dans lesquels l'auteur imagine la genèse de deux célèbres tableaux de Pieter Bruegel l'Ancien, ou encore Les Réalités premières (La Guêpine, 2023), un bref récit évoquant la mémoire du monde rural corrézien.

## Œuvres
ROMANS ET RECITS
- Place Monge, Le temps qu'il fait, 2008.
- Les Pas de l’ombre, Le temps qu'il fait, 2009.
- L’Hiver en Arcadie, Le temps qu'il fait, 2011.
- Les Brisées, Le temps qu'il fait, 2013.
- La Loge de mer, Le temps qu'il fait, 2015.
- Un passant incertain, Le temps qu'il fait, 2017.
- Les Chasseurs dans la neige, Ateliers Henry Dougier, 2018.
- Retour à Oppedette, Le temps qu'il fait, 2021.
- Les Noces rouges selon Bruegel, Ateliers Henry Dougier, coll. « Le roman d'un chef-d'œuvre », 2022.
- Les Réalités premières, La Guêpine, 2023.
- Le Destin d'un poète, Le temps qu'il fait, 2025.

ESSAIS
- Giono et Stendhal. Chemins de lecture et de création, Publications de l'Université de Provence, 1994.
- La Bataille des odeurs. L’espace olfactif des romans de Claude Simon, L'Harmattan, 1998.
- Richard Millet: l'invention du pays, Rodopi, 2007.
- Lignes de terre. Ecrire le monde rural aujourd'hui, Lettres Modernes Minard/Classiques Garnier, 2020.

DIRECTIONS D'OUVRAGES
- Méditerranée. Imaginaires de l’espace, Presses Universitaires de Perpignan, « Cahiers de l’Université de Perpignan », 1995.
- Saveurs, senteurs: le goût de la Méditerranée, en collaboration avec Paul Carmignani et Joël Thomas, Presses Universitaires de Perpignan, 1998.
- "Le Jardin des Plantes" de Claude Simon, Presses Universitaires de Perpignan, « Cahiers de l’Université de Perpignan », 2000.
- Giono dans sa culture, en collaboration avec Jean-François Durand, Presses Universitaires de Perpignan et Publications Université Montpellier III, 2003.
- Rythmes et Lumières de la Méditerranée, en collaboration avec Paul Carmignani et Joël Thomas, Presses Universitaires de Perpignan, 2003.
- Claude Simon: allées et venues, Presses Universitaires de Perpignan, « Cahiers de l’Université de Perpignan », 2004.
- La Méditerranée à feu et à sang. Poétique du récit de guerre, en collaboration avec Paul Carmignani et Joël Thomas, Presses Universitaires de Perpignan, 2006.
- Intertextualités. Quand les textes voyagent, Presses Universitaires de Perpignan, « Cahiers de l’Université de Perpignan », 2007.
- "Les Géorgiques": une forme, un monde, Lettres Modernes-Minard, « La Revue des Lettres modernes », série Claude Simon, n°5, 2008.
- Giono: la mémoire à l’œuvre, en collaboration avec Sylvie Vignes, Presses Universitaires du Mirail, « Cribles », 2009.
- Richard Millet, revue Littératures, n°63, Presses Universitaires du Mirail, 2010.
- L’Ombre du souvenir. Littérature et réminiscence (du Moyen Âge au XXIe siècle), Classiques Garnier, « Rencontres », 2012.
- Claude Simon géographe, Classiques Garnier, « Rencontres », 2013.
- Figure historique et personnage romanesque. Le général L. S. M. dans "Les Géorgiques" de Claude Simon, revue Littératures, n°73, Presses Universitaires du Midi, 2015.
- Dictionnaire Giono, en collaboration avec Mireille Sacotte, Classiques Garnier, 2016.
- Revoir 14. Images malgré tout ?, en collaboration avec Philippe Birgy, Adèle Cassigneul, Elsa Cavalié, Philipe Maupeu et Sylvie Vignes, revue en ligne textimage, n°9, printemps 2017.
- Les Premiers Livres de Claude Simon (1945-1954), La Revue des Lettres modernes, série Claude Simon, n°7, Lettres Modernes Minard (Classiques Garnier), 2017.
- Etats des lieux dans les récits français et francophones des années 1980 à nos jours, en collaboration avec Sylvie Vignes, Classiques Garnier, "Rencontres", 2019.
- L’Événement révolutionnaire et ses figures emblématiques dans les littératures européennes: regards croisés, en collaboration avec Fabienne Bercegol et Patrick Marot, Publications de l’Université de Bonn, 2020, en ligne.
- Claude Simon: les âges de la vie, La Revue des Lettres modernes, série Claude Simon, n°8, Lettres Modernes Minard (Classiques Garnier), 2021.
- L'ombre de Proust et de Faulkner dans la littérature de langue française (XXe – XXIe siècles), en collaboration avec Patrick Marot, revue Littératures, n°86, Presses Universitaires du Miidi, 2022.
- Chemins de France, en collaboration avec Philippe Antoine, La Revue des Lettres modernes, série Voyages contemporains, n°5, Lettres Modernes Minard (Classiques Garnier), 2023.
- Le Rire de Claude Simon, La Revue des Lettres modernes, série Claude Simon, n°9, Lettres Modernes Minard (Classiques Garnier), 2024.

## Critique
- Jérôme Garcin, "Le glas", Le Nouvel Observateur, 3 juillet 2008.
- Jérôme Garcin, "Les pas du père", Le Nouvel Observateur, 10 décembre 2009.
- Jérôme Garcin, "Retour à Guéret", Le Nouvel Observateur, 13 juin 2013.
- Mireille Bilger, "Nuit(s) et jour(s) dans deux romans de Jean-Yves Laurichesse", Réflexion(s), mai 2015.
- Jérôme Garcin, "Qui est donc Monestier?", L'Obs, 1er juin 2017.
- Jean-Pierre Ferrini, "Portrait: Jean-Yves Laurichesse", La Quinzaine littéraire, n° 1201, 1er octobre 2018.
- Sylvie Vignes, "De la tempête au port? Surimpression de lieux et d'espaces dans Cet imperceptible mouvement d'Aude et La Loge de mer de Jean-Yves Laurichesse", in Etats des lieux dans les récits français et francophones des années 1980 à nos jours, sous la direction de J.-Y. Laurichesse et S. Vignes, Classiques Garnier, 2019.
- Isabelle Serça, "Le sentiment de la phrase: langue, style, littérature au XXIe siècle. Millet, Kerangal, Michon, Goux, Laurichesse, Mingarelli, Ernaux", Littératures, n°89/2023, "Géographie sensible", sous la direction de Sylvie Vignes.
- Alastair B. Duncan et David Zemmour, "Les romans de Jean-Yves Laurichesse", Littératures, n°89/2023, "Géographie sensible", sous la direction de Sylvie Vignes.
- Lorna Milne, "'La page s'ouvrait devant': mystères et météores dans L'Hiver en Arcadie de Jean-Yves Laurichesse", Littératures, n°89/2023, "Géographie sensible", sous la direction de Sylvie Vignes.
- Patrick Marot, "Une poétique de la 'brisée' (Les Brisées de Jean-Yves Laurichesse)", Littératures, n°89/2023, "Géographie sensible", sous la direction de Sylvie Vignes.
- Marie-Catherine Huet-Brichard, "'Vivre dans un paysage comme dans une peinture': Les Chasseurs dans la neige de Jean-Yves Laurichesse", Littératures, n°89/2023, "Géographie sensible", sous la direction de Sylvie Vignes.
- Frédéric Pagès, "Les Réalités premières de Jean-Yves Laurichesse", Le Canard enchaîné, 19 juin 2024.
- Jérôme Garcin, "Le vert Galan et Trésor de Laurichesse", Le bloc-notes, Le Nouvel Obs, 22 mai 2025.

## Récompenses
- Prix littéraire de la Ville de Balma en 2009 pour Place Monge.
- Prix ARDUA (Association régionale des diplômés des universités d'Aquitaine) en 2013 pour l'ensemble de ses livres.
- Prix Jean Morer (Vendanges littéraires de Rivesaltes) en 2017 pour Un passant incertain.
- Prix Jean Monnet des Jeunes Européens (festival Littératures européennes, Cognac) en 2019 pour Les Chasseurs dans la neige.
- Targa Giono 2022 (Rotary Clubs jumelés de Manosque et de Voghera, Lombardie) pour l'ensemble de son oeuvre.
- Prix ARAL (Association régionale des amis du Limousin) en 2024 pour Les Réalités premières.

## Sources
- « Jean-Yves Laurichesse », Auteurs, sur Le temps qu'il fait (consulté le 9 décembre 2018).